# Liste der Finanzämter in Brandenburg
Diese Liste nennt die Finanzämter in Brandenburg.

## Allgemeines
Im Bundesland Brandenburg gibt es insgesamt 13 Finanzämter, sie sind dem Ministerium der Finanzen und für Europa des Landes Brandenburg unterstellt.
Die Bearbeitung einzelner Steuerarten erfolgt in Brandenburg teilweise zentralisiert. So sind seit dem 1. Januar 2010 für die Erhebung der Grunderwerbsteuer nur noch die drei Finanzämter Eberswalde, Calau und Kyritz zuständig. Für die Erbschaft- und Schenkungsteuer zentral zuständig ist das Finanzamt Frankfurt (Oder). Die Zuständigkeiten der einzelnen Finanzämter sind in der Verordnung über die Zuständigkeiten der Finanzämter des Landes Brandenburg vom 19. Januar 2018 geregelt.

## Liste
| Bild | Name Bundesfinanzamtsnummer        | Ort Adresse                                    | Finanzamtsbezirk | Gebäude | Behördengeschichte |
| ---- | ---------------------------------- | ---------------------------------------------- | --- | ------- | ------------------ |
| 0    | Finanzamt Angermünde 3062          | Angermünde Jahnstraße 49                       | Angermünde, Berkholz-Meyenburg, Boitzenburger Land, Brüssow, Carmzow-Wallmow, Casekow, Flieth-Stegelitz, Gartz (Oder), Gerswalde, Gramzow, Grünow, Göritz, Hohenselchow-Groß Pinnow, Lychen, Mark Landin, Mescherin, Milmersdorf, Mittenwalde, Nordwestuckermark, Oberuckersee, Passow, Pinnow, Prenzlau, Randowtal, Schenkenberg, Schwedt/Oder, Schönfeld, Tantow, Temmen-Ringenwalde, Templin, Uckerfelde, Uckerland, Zichow | 0       | 0                  |
| 0    | Finanzamt Brandenburg 3048         | Brandenburg an der Havel Magdeburger Straße 46 | Bad Belzig, Beelitz, Beetzsee, Beetzseeheide, Bensdorf, Borkheide, Borkwalde, Brandenburg an der Havel, Brück, Buckautal, Golzow, Groß Kreutz (Havel), Gräben, Görzke, Havelsee, Kloster Lehnin, Linthe, Michendorf, Mühlenfließ, Niemegk, Planebruch, Planetal, Päwesin, Rabenstein/Fläming, Rosenau, Roskow, Schwielowsee, Seddiner See, Treuenbrietzen, Wenzlow, Werder (Havel), Wiesenburg/Mark, Wollin, Wusterwitz, Ziesar | 0       | 0                  |
| 0    | Finanzamt Calau 3057               | Calau Springteichallee 25                      | Altdöbern, Bad Liebenwerda, Bronkow, Calau/Kalawa, Crinitz, Doberlug-Kirchhain, Elsterwerda, Falkenberg/Elster, Fichtwald, Finsterwalde, Frauendorf, Gorden-Staupitz, Großkmehlen, Großräschen/Ran, Großthiemig, Gröden, Grünewald, Guteborn, Heideland, Hermsdorf, Herzberg (Elster), Hirschfeld, Hohenbocka, Hohenbucko, Hohenleipisch, Kremitzaue, Kroppen, Lauchhammer, Lebusa, Lichterfeld-Schacksdorf, Lindenau, Luckaitztal, Lübbenau/Spreewald / Lubnjow/Błota, Massen-Niederlausitz, Merzdorf, Mühlberg/Elbe, Neu-Seeland/Nowa Jazorina, Neupetershain/Nowe Wiki, Ortrand, Plessa, Ruhland, Röderland, Rückersdorf, Sallgast, Schilda, Schipkau, Schlieben, Schraden, Schwarzbach, Schwarzheide, Schönborn, Schönewalde, Senftenberg/Zły Komorow, Sonnewalde, Tettau, Tröbitz, Uebigau-Wahrenbrück, Vetschau/Spreewald / Wětošow/Błota | 0       | 0                  |
| 0    | Finanzamt Cottbus 3056             | Cottbus Vom-Stein-Straße 29                    | Briesen/Brjazyna, Burg (Spreewald)/Bórkowy (Błota), Cottbus/Chóśebuz, Dissen-Striesow/Dešno-Strjažow, Drachhausen/Hochoza, Drebkau/Drjowk, Drehnow/Drjenow, Döbern/Derbno, Felixsee/Feliksowy Jazor, Forst (Lausitz)/Baršć (Łužyca), Groß Schacksdorf-Simmersdorf, Guben, Stadt, Guhrow/Góry, Heinersbrück/Móst, Jämlitz-Klein Düben, Jänschwalde/Janšojce, Kolkwitz/Gołkojce, Neiße-Malxetal/Dolina Nyse a Małkse, Neuhausen/Spree / Kopańce/Sprjewja, Peitz/Picnjo, Schenkendöbern/Derbno, Schmogrow-Fehrow/Smogorjow-Prjawoz, Spremberg/Grodk, Tauer/Turjej, Teichland/Gatojce, Tschernitz/Cersk, Turnow-Preilack/Turnow-Pśiłuk, Welzow/Wjelcej, Werben/Wjerbno, Wiesengrund/Łukojce | 0       | 0                  |
| 0    | Finanzamt Eberswalde 3065          | Eberswalde Tramper Chaussee 5                  | Ahrensfelde, Althüttendorf, Bernau bei Berlin, Biesenthal, Breydin, Britz, Chorin, Eberswalde, Friedrichswalde, Hohenfinow, Joachimsthal, Liepe, Lunow-Stolzenhagen, Marienwerder, Melchow, Niederfinow, Oderberg, Panketal, Parsteinsee, Rüdnitz, Schorfheide, Sydower Fließ, Wandlitz, Werneuchen, Ziethen | 0       | 0                  |
| 0    | Finanzamt Frankfurt (Oder) 3061    | Frankfurt (Oder) Müllroser Chaussee 53         | Bad Saarow, Beeskow, Berkenbrück, Briesen (Mark), Brieskow-Finkenheerd, Diensdorf-Radlow, Eisenhüttenstadt, Erkner, Frankfurt (Oder), Friedland, Fürstenwalde/Spree, Gosen-Neu Zittau, Groß Lindow, Grunow-Dammendorf, Grünheide (Mark), Jacobsdorf, Langewahl, Lawitz, Mixdorf, Müllrose, Neißemünde, Neuzelle, Ragow-Merz, Rauen, Reichenwalde, Rietz-Neuendorf, Schlaubetal, Schöneiche bei Berlin, Siehdichum, Spreenhagen, Steinhöfel, Storkow (Mark), Tauche, Vogelsang, Wendisch Rietz, Wiesenau, Woltersdorf, Ziltendorf | 0       | 0                  |
| 0    | Finanzamt Königs Wusterhausen 3049 | Königs Wusterhausen Max-Werner-Straße 9        | Alt Zauche-Wußwerk/Stara Niwa-Wózwjerch, Bersteland, Bestensee, Byhleguhre-Byhlen/Běła Góra-Bělin, Drahnsdorf, Eichwalde, Golßen, Groß Köris, Halbe, Heideblick, Heidesee, Jamlitz, Kasel-Golzig, Krausnick-Groß Wasserburg, Königs Wusterhausen, Lieberose, Luckau, Lübben (Spreewald) / Lubin (Błota), Mittenwalde, Märkisch Buchholz, Märkische Heide/Markojska Góla, Münchehofe, Neu Zauche/Nowa Niwa, Rietzneuendorf-Staakow, Schlepzig/Słopišća, Schulzendorf, Schwerin, Schwielochsee/Gójacki Jazor, Schönefeld, Schönwald, Spreewaldheide/Błośańska Góla, Steinreich, Straupitz (Spreewald)/Tšupc (Błota), Teupitz, Unterspreewald, Wildau, Zeuthen | 0       | 0                  |
| 0    | Finanzamt Kyritz 3052              | Kyritz Perleberger Straße 1                    | Bad Wilsnack, Berge, Breddin, Breese, Cumlosen, Dabergotz, Dreetz, Fehrbellin, Gerdshagen, Groß Pankow (Prignitz), Gumtow, Gülitz-Reetz, Halenbeck-Rohlsdorf, Heiligengrabe, Herzberg (Mark), Karstädt, Kyritz, Kümmernitztal, Lanz, Legde/Quitzöbel, Lenzen (Elbe), Lenzerwische, Lindow (Mark), Marienfließ, Meyenburg, Märkisch Linden, Neuruppin, Neustadt (Dosse), Perleberg, Pirow, Plattenburg, Pritzwalk, Putlitz, Rheinsberg, Rühstädt, Rüthnick, Sieversdorf-Hohenofen, Storbeck-Frankendorf, Stüdenitz-Schönermark, Temnitzquell, Temnitztal, Triglitz, Vielitzsee, Walsleben, Weisen, Wittenberge, Wittstock/Dosse, Wusterhausen/Dosse, Zernitz-Lohm | 0       | 0                  |
| 0    | Finanzamt Luckenwalde 3050         | Luckenwalde Dr.-Georg-Schaeffler-Straße 2      | Am Mellensee, Baruth/Mark, Blankenfelde-Mahlow, Dahme/Mark, Dahmetal, Großbeeren, Ihlow, Jüterbog, Luckenwalde, Ludwigsfelde, Niederer Fläming, Niedergörsdorf, Nuthe-Urstromtal, Rangsdorf, Trebbin, Zossen | 0       | 0                  |
| 0    | Finanzamt Nauen 3051               | Nauen Ketziner Straße 3                        | Brieselang, Dallgow-Döberitz, Falkensee, Friesack, Gollenberg, Großderschau, Havelaue, Ketzin/Havel, Kleßen-Görne, Kotzen, Milower Land, Märkisch Luch, Mühlenberge, Nauen, Nennhausen, Paulinenaue, Pessin, Premnitz, Rathenow, Retzow, Rhinow, Schönwalde-Glien, Seeblick, Stechow-Ferchesar, Wiesenaue, Wustermark | 0       | 0                  |
| 0    | Finanzamt Oranienburg 3053         | Oranienburg Heinrich-Grüber-Platz 3            | Birkenwerder, Fürstenberg/Havel, Glienicke/Nordbahn, Gransee, Großwoltersdorf, Hennigsdorf, Stadt, Hohen Neuendorf, Kremmen, Leegebruch, Liebenwalde, Löwenberger Land, Mühlenbecker Land, Oberkrämer, Oranienburg, Schönermark, Sonnenberg, Stechlin, Velten, Zehdenick | 0       | 0                  |
| 0    | Finanzamt Potsdam 3046             | Potsdam Steinstraße 104                        | Kleinmachnow, Nuthetal, Potsdam, Stahnsdorf, Teltow | 0       | 0                  |
| 0    | Finanzamt Strausberg 3064          | Strausberg Prötzeler Chaussee 12               | Alt Tucheband, Altlandsberg, Bad Freienwalde (Oder), Beiersdorf-Freudenberg, Bleyen-Genschmar, Bliesdorf, Buckow (Märkische Schweiz), Falkenberg, Falkenhagen (Mark), Fichtenhöhe, Fredersdorf-Vogelsdorf, Garzau-Garzin, Golzow, Gusow-Platkow, Heckelberg-Brunow, Hoppegarten, Höhenland, Küstriner Vorland, Lebus, Letschin, Lietzen, Lindendorf, Märkische Höhe, Müncheberg, Neuenhagen bei Berlin, Neuhardenberg, Neulewin, Neutrebbin, Oberbarnim, Oderaue, Petershagen/Eggersdorf, Podelzig, Prötzel, Rehfelde, Reichenow-Möglin, Reitwein, Rüdersdorf bei Berlin, Seelow, Strausberg, Treplin, Vierlinden, Waldsieversdorf, Wriezen, Zechin, Zeschdorf | 0       | 0                  |

Drei der Finanzämter unterhalten eine zusätzliche Service- und Informationsstelle (SIS): Das Finanzamt Calau in Finsterwalde, das Finanzamt Frankfurt (Oder) in Fürstenwalde und das Finanzamt Kyritz in Pritzwalk.